# Ньюэл, Леонард
Леонард Ньюэл (р. 1923) — канадский христианский миссионер, этнолог и лингвист, исследователь Филиппин и североамериканских индейцев, один из ведущих учёных Летнего института лингвистики (SIL).
С молодых лет занимался проповедованием христианства среди ряда филиппинских народов и индейских народов Америки, одновременно активно занимаясь изучением их традиционной культуры и языков, в особенности народа филиппинского народа ифугао и индейцев Великих Равнин. Более двадцати лет своей жизни прожил в селении Батад провинции Ифугао на острове Северный Лусон, изучая местный диалект и обычаи.
Известен не только как автор, но и как компилятор ряда работ по общему филиппинскому языкознанию.
Публиковаться начал с 1953 года, создав к текущему времени несколько десятков работ, в том числе первый англо-ифугаосский словарь (1958) и труд по жестовым языкам индейцев (A stratificational description of Plains Indian Sign Language, 1981), а также фундаментальную работу Philippine Linguistics: The State of the Art. На русский язык переведена написанная им в соавторстве с С. Лэмом книга «Очерк стратификационной грамматики» (Мн., 1977).
Совместно со своим племянником Дугом Ринтулом создал основу для Shoebox, компьютерной программы для полевых лингвистических исследований.